# Radegonda
Radegonda (Erfurt, 518 – Poitiers, 13 agosto 587) è stata moglie del re della dinastia merovingia Clotario I e quindi regina del regno franco di Soissons.
Si impegnò nella diffusione del cristianesimo tra i sudditi e fu fondatrice di chiese e monasteri e in uno di questi si ritirò. Viene anche venerata come santa dalla Chiesa cattolica, che la commemora il 13 agosto.

## Origine familiare
Era la figlia del re dei Turingi, Bertario. Della madre non si conoscono né il nome né gli ascendenti.

## Biografia
Quando i re franchi Teodorico I e Clotario I conquistarono la Turingia (531), Radegonda fu presa in ostaggio da Clotario e condotta in Neustria con gli altri prigionieri. Il vescovo Gregorio di Tours la cita come l'orfana del re Bertario ed in un altro passaggio scrive che Radegonda fece parte del bottino che Clotario si portò via e che in un secondo tempo sposò.
Crebbe alla corte di Soissons e quando Clotario, vista la sua bellezza, decise di farne sua moglie, fu mandata ad Athies per ricevere un'educazione adatta ad una regina. Radegonda dovette piegarsi alla volontà del re e, non molto tempo dopo, riluttante, lo sposò. Radegonda era la seconda moglie di Clotario. Il matrimonio, per l'indole brutale e i continui tradimenti del marito, fu estremamente infelice. Fallì definitivamente quando Clotario fece uccidere l'amato fratello di sua moglie, Clotacario, l'unico parente rimastole. Radegonda decise di abbandonare il marito (al quale non aveva dato eredi) e di prendere i voti.

### Il miracolo dell'avena
Le cronache narrano che Clotario, appena ebbe accettata la vocazione della regina, se ne sia pentito ed abbia inviato alcuni soldati a Saix per riportarla a corte. Allorché i soldati si avvicinarono a Saix, Radegonda fuggì verso sud attraverso un campo ove alcuni contadini stavano seminando l'avena. Miracolosamente questa crebbe fino a nascondere la fuggitiva ed i contadini poterono affermare ai soldati che si rivolsero a loro di non aver visto alcuno nel campo da quando questo era stato seminato. Da allora in poi Clotario non la perseguì più e le lasciò proseguire il suo percorso di fede, ripudiandola.

### Vita monastica

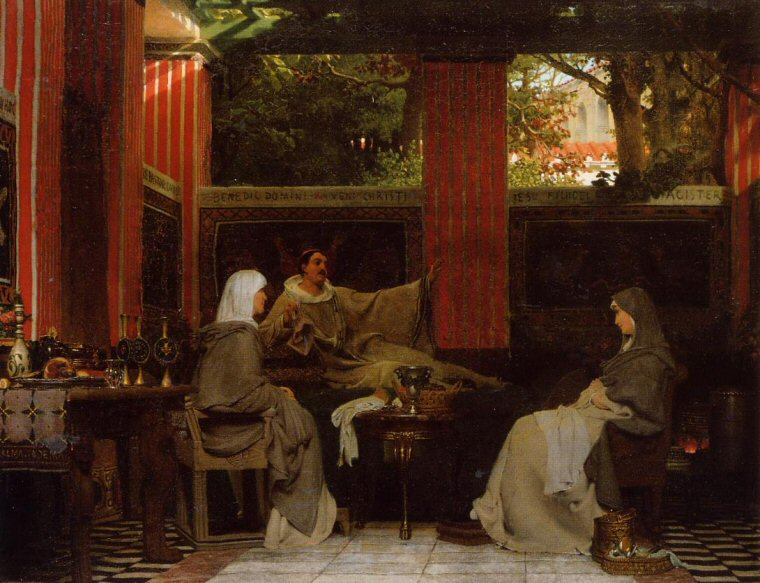
Venanzio Fortunato legge i suoi poemi a Radegonda VI, Lawrence Alma-Tadema, 1862.

Ricevette il velo di diaconessa a Noyon da san Medardo e fece il suo ingresso nel monastero di Tours (quello dov'era entrata anche sua suocera Clotilde); si trasferì poi in quello di Saix, dove si dedicò all'assistenza dei lebbrosi; alla fine, Clotario I fece costruire per lei il monastero di Notre-Dame a Poitiers, che divenne poi della Sainte-Croix quando, nel 569, Radegonda ottenne in dono dal basileus Giustino II un frammento della vera croce. Diede a questa nuova abbazia la regola di Cesario di Arles, ma rifiutò di diventarne badessa, affidando la carica ad Agnese di Poitiers.
Il monastero divenne presto famoso sia per la presenza di Radegonda che per quella di Venanzio Fortunato, che, divenuto consigliere di Radegonda, le dedicò poesie, ne diresse i progressi spirituali e ne scrisse la biografia. Una seconda agiografia a lei dedicata è a firma di un'altra monaca della congregatio di Radegonda, Baudonivia, e risale agli anni fra la fine del VI e l'inizio del VII secolo.
La santa fu sempre circondata dalla venerazione dei fedeli.

### Morte e canonizzazione
Radegonda, che aveva fatto testamento tra il 584 ed il 587, morì il 13 agosto 587, come testimonia Gregorio di Tours che intervenne ai suoi funerali e le dedicò una pagina della sua Historia Francorum.
La regina fu tumulata nell'Abbazia di Sainte-Croix a Poitiers.
Radegonda fu canonizzata nel corso del IX secolo.
Nel maggio 1561 un gruppo di protestanti incendiò la cappella dove era sepolta Radegonda; i fedeli ne salvarono pochi resti carbonizzati e li custodirono in una cassetta, oggi deposta nella chiesa di Poitiers a lei intitolata.

## Figli
Radegonda non diede figli a Clotario I.

## Voci correlate

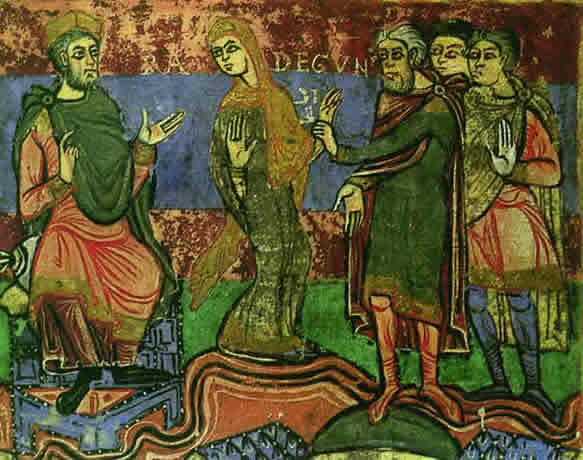
Santa Radegonda condotta da re Clotario. Vita di santa Radegonda, XI secolo. Biblioteca municipale di Poitiers.
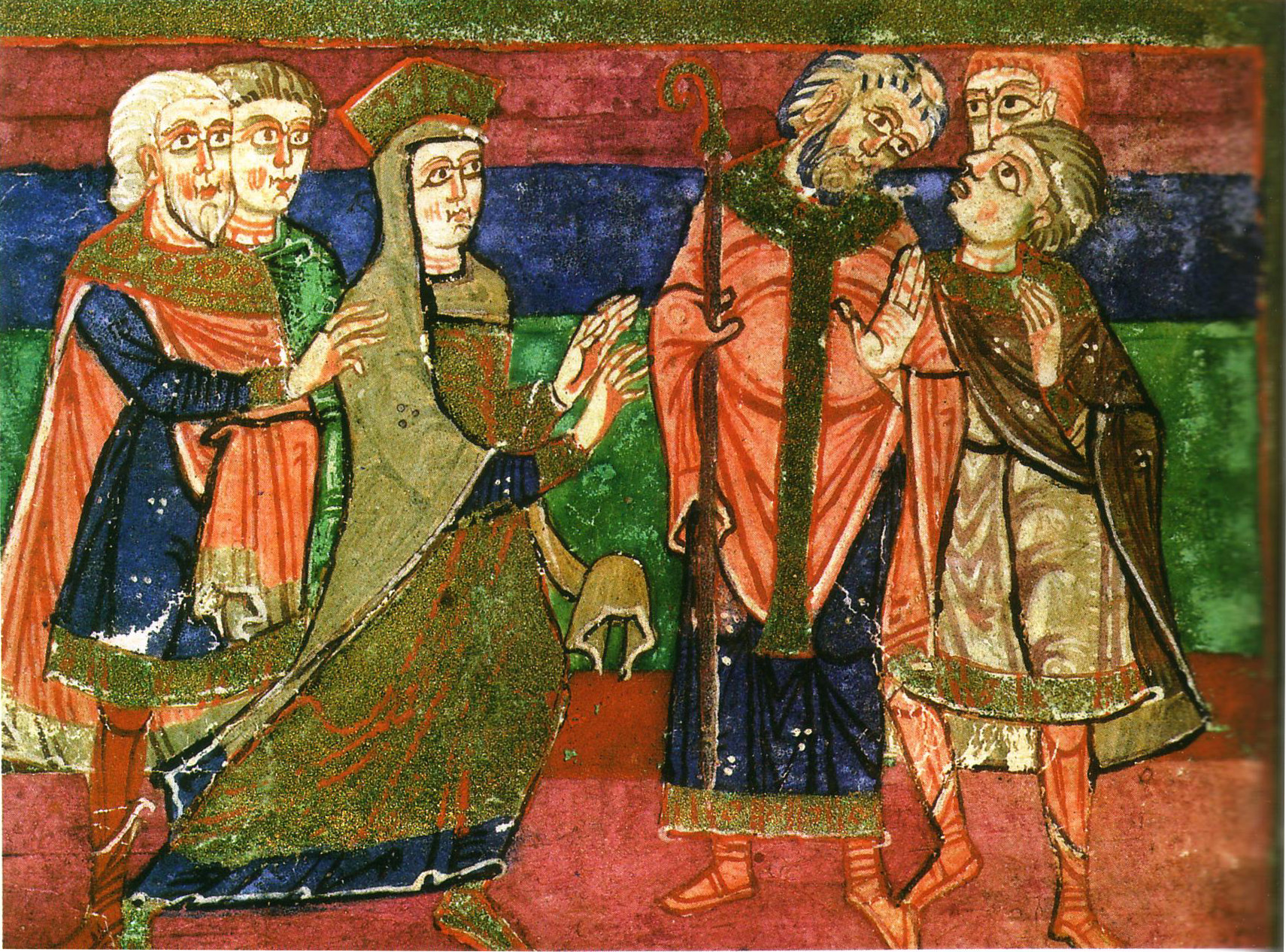
Radegonda decide di ritirarsi in un monastero. Vita di santa Radegonda, XI secolo. Biblioteca municipale di Poitiers.
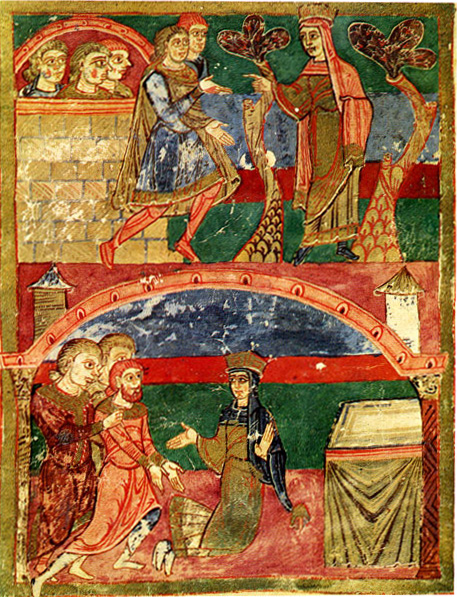
Scene della vita di santa Radegonda. Vita di santa Radegonda, XI secolo. Biblioteca municipale di Poitiers.